# Hôtel de Rosières
L'hôtel de Rosières est un hôtel particulier situé à Besançon dans le département du Doubs.

## Localisation
L'édifice est situé au 6 rue Pasteur dans le secteur de La Boucle de Besançon.

## Histoire
L'hôtel, non homogène bâti sur parcelle irrégulière à l'angle de deux rues, conserve le long de la rue du Loup trois baies à lancettes et un portail orné d'un cavet, tous murés. L'aile droite recèle un sous-sol voûté d'ogives à trois travées et une charpente, tous deux du XVe ou XVIe siècle. Une grande cheminée du XVIIe siècle a été maintenue dans le corps de logis principal. 
En 1741-1742, Pierre Augustin Chappuis Marquis de Rosières, président au Parlement, reconstruit l'aile droite du logis : l'élévation sur rue est due à l'architecte Charles-François Longin, alors contrôleur-voyer de la Ville. 
En 1789, l'architecte Claude-Antoine Colombot intervient à nouveau sur la façade sur rue pour la mettre au goût du jour, et aménage l'intérieur de l'hôtel : notamment, dans l'aile droite, un grand salon dont les lambris seront vendus au XXe siècle, et un petit salon dans l'aile gauche. Il décore également la cage de l'escalier d'honneur. 
En 1850, l'hôtel est racheté par le banquier Aaron Veil-Picard qui y construit, vers 1858, un logement à gauche de la cour en remplacement d'un bâtiment plus ancien dont on ne sait rien. Il unifie la façade postérieure avec celle de l'hôtel de l'ancienne Intendance dont il était propriétaire depuis 1836 (voir dossier). 
Au XXe siècle, l'intérieur de l'aile droite est modifié par l'installation d'un cinéma puis d'une galerie marchande. L'édifice est racheté en 1998 par la commune, dans le cadre d'une restructuration d'une partie de l'îlot Pasteur, mais devrait au terme de l'opération redevenir une propriété privée. 
L'hôtel est la maison natale de Joseph Droz, moraliste, historien et membre de l'Académie française, comme le rappelle une plaque commémorative, apposée sur la façade principale en 1886.
Le vendredi 19 avril 2013 au matin ont été officiellement lancés les travaux de construction des "Passages Pasteur" centre-commercial, qui combinent dans l’hyper-cœur ancien de la capitale comtoise un centre commercial de 15.000 m2, une centaine de logements, des cours et passages couverts, et un parking souterrain en silo. L'inauguration de ce centre commercial sera inauguré le Jeudi 25 novembre 2015

## Architecture et décorations
L'hôtel, en moellons sauf la façade sur rue en pierre de taille, auquel on accède par un portail percé dans un mur de clôture, est de plan irrégulier, avec une aile droite en retour d'équerre sur rue et une courte aile gauche sur cour. L'escalier d'honneur, dans le corps de logis au fond de la cour, est en maçonnerie et rampe en ferronnerie. 
L'aile droite comprend un sous-sol à trois travées voûtées d'ogives reposant sur des colonnes et une charpente à chevrons portant fermes et l'aile gauche un sous-sol voûté en berceau. Le logement à gauche de la cour est distribué par un escalier en charpente et rampe en fonte.
L'hôtel possède une façade sur rue de style « Louis XVI ».
Le grand escalier d'honneur, qui est l'objet de l'inscription aux Monuments historiques, maçonné, ferroné et décoré, a gardé également le style « Louis XVI »,.
les éléments protégés sont le grand escalier avec son décor et ses huisseries : inscription par arrêté du 19 juillet 2001 - Les parties suivantes du corps de logis : façades et toitures ; aile sud en totalité ; cave de l'aile nord : inscription par arrêté du 4 février 2013
Le grand escalier d'honneur fut rénové en 2015, par une société spécialisée dans la restauration de monuments historiques, la société GERDIL SARL basé à Gy (Haute-Saône 70700). L'entreprise GERDIL a fusionné avec SARL JLG PEINTURES en 2019.

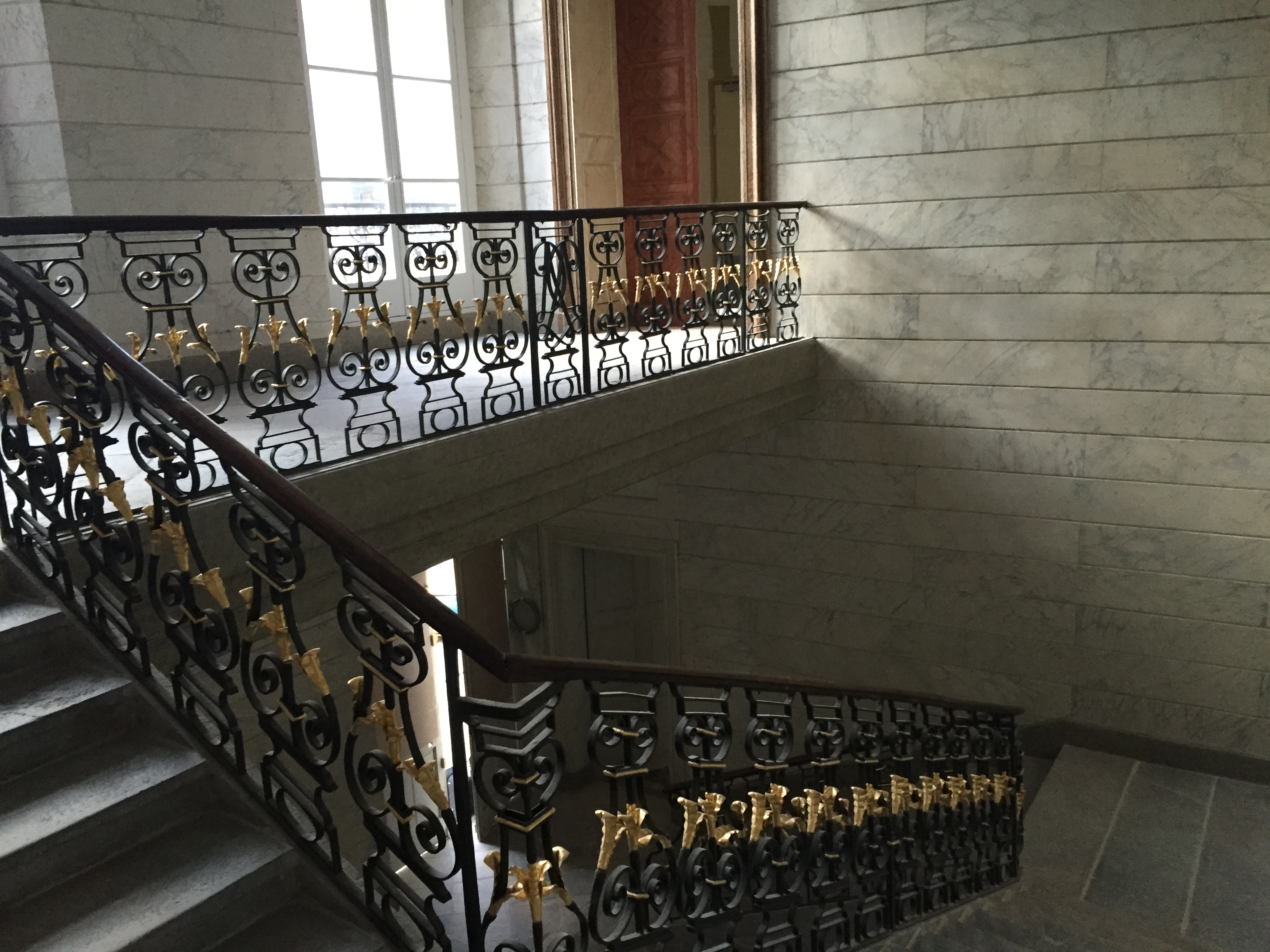
Vue de l'escalier d'honneur avec son garde-corps en fer forgé
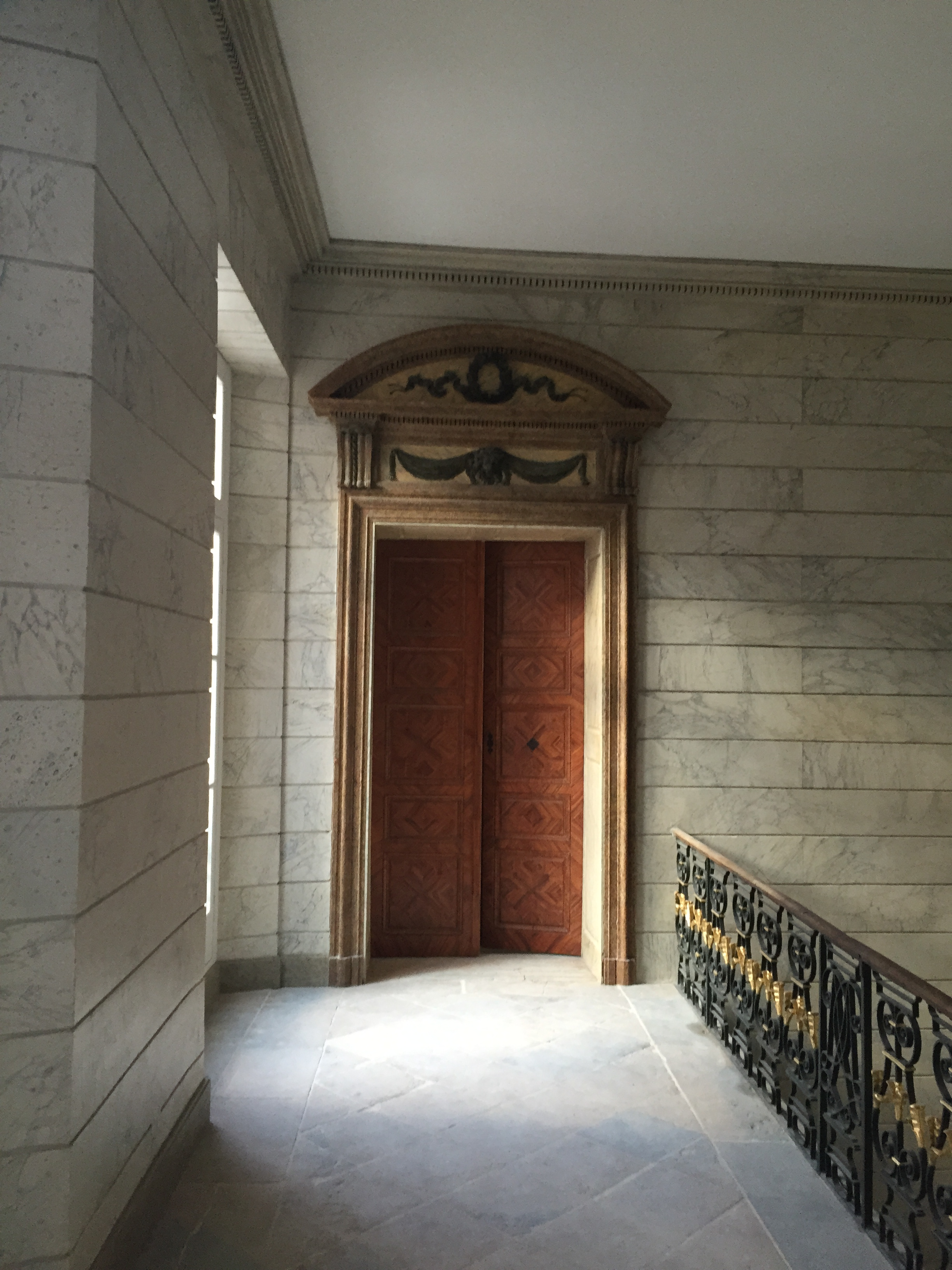
Vue de l'escalier d'honneur
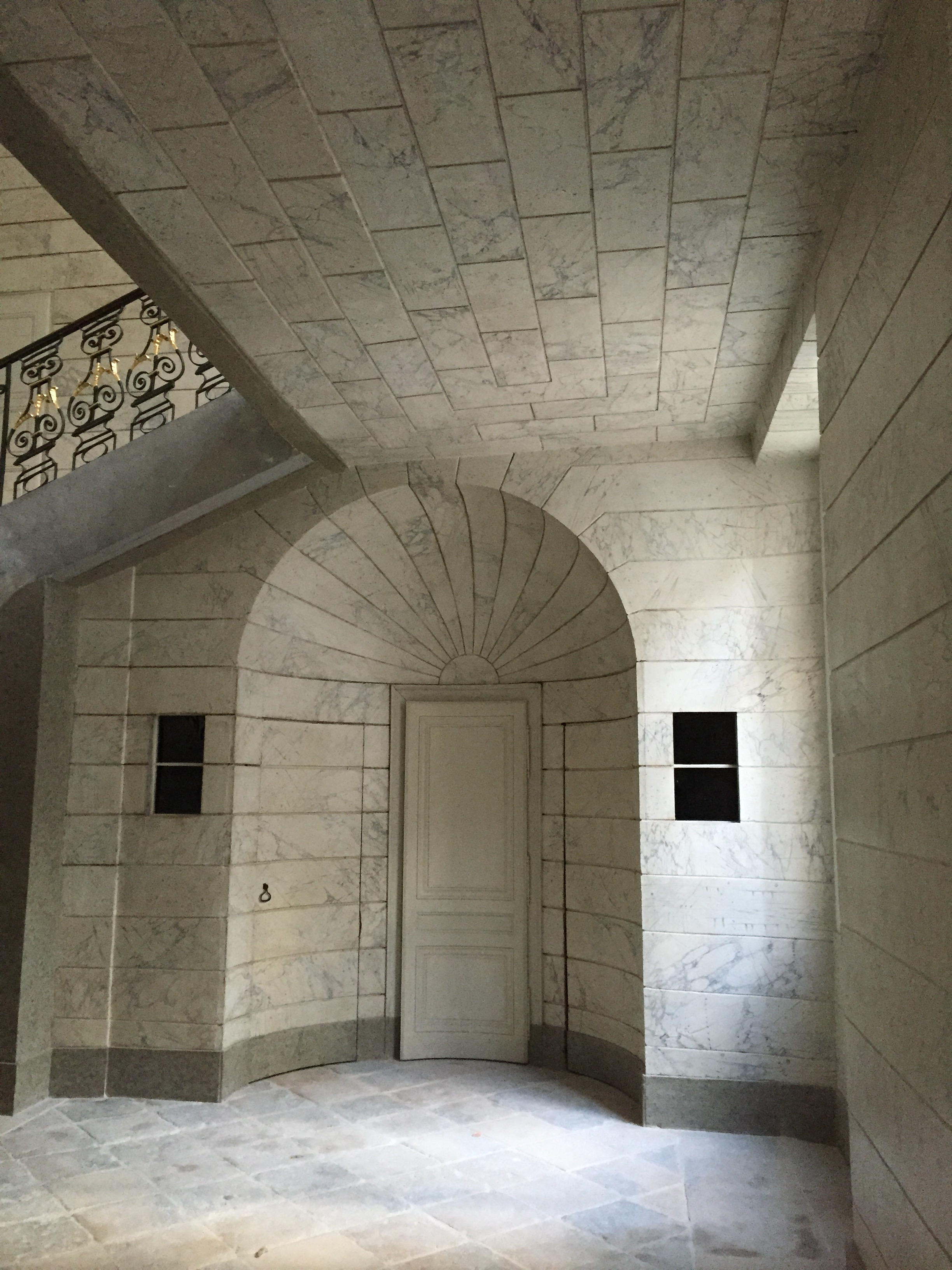
Vue du hall d'accès à l'escalier d'honneur
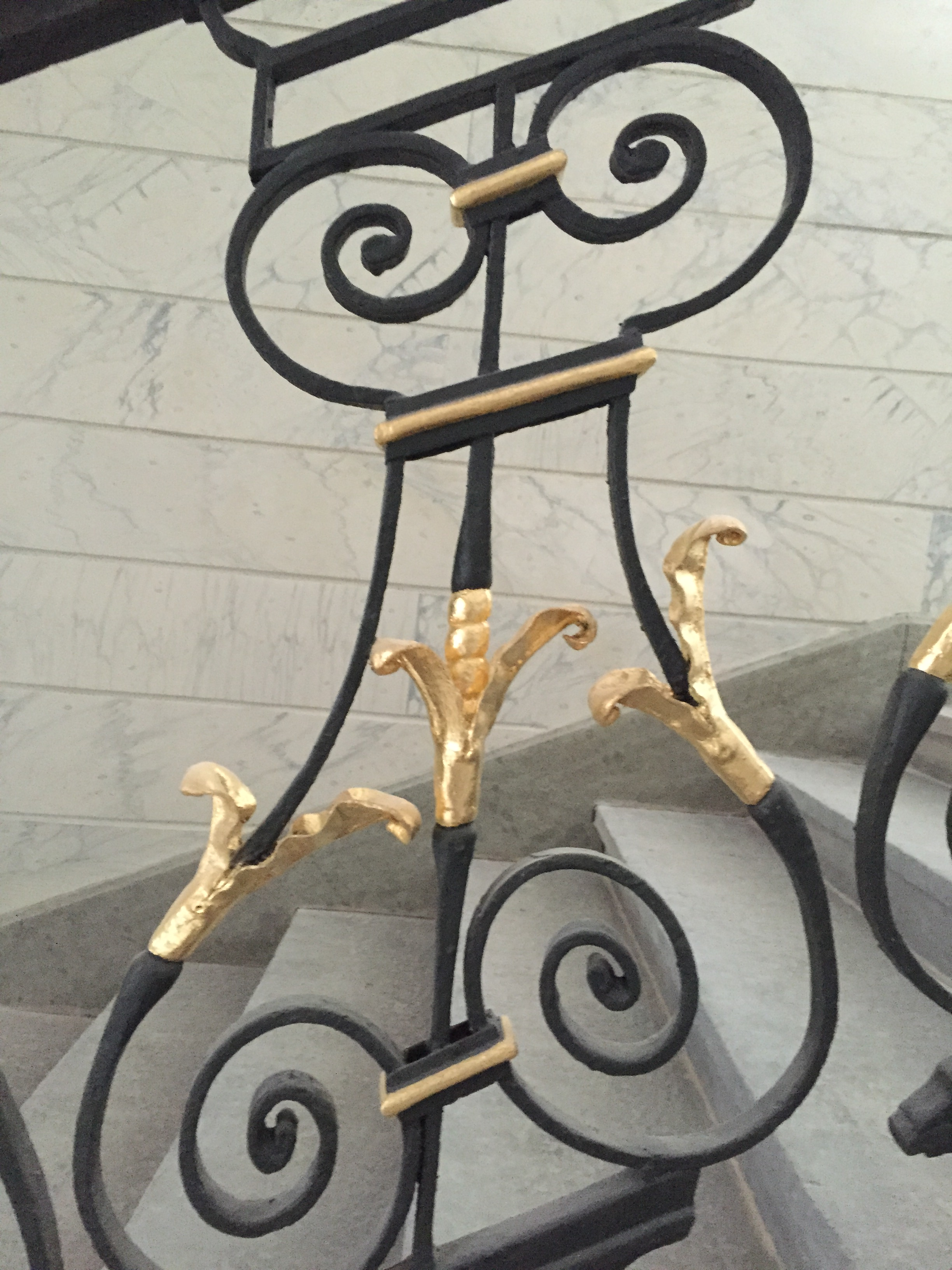
Vue de la dorure réalisé sur garde-corps